# 紀海鵬
紀海鵬，男，漢族，廣東汕頭人，是中国香港企業家，中华人民共和国政治人物，龙光地产创办人及主席兼執行董事。 香港潮屬社團總會首席會長、第十三届全国政协委员。   

## 生平
创立龙光之前，纪海鹏在汕头做过医疗器材、建筑材料等生意。其招股书披露，纪海鹏成立公司的资金，来源于其早年在建筑业务中积累的个人财产。
其后在1996年建立龍光地產，在1998年進軍地產業務和建筑工程施工承包至今，另外根據資料顯示紀氏家族旗下龍光交通集團有限公司透過子公司投資金融丶公路建設丶商业保理丶资訊科技等领域。 

## 家庭
女兒为紀凯婷，弟弟为纪建德。

## 債務危機
面對集團出現的流動性風險，龍光集團（03380.HK）董事局主席紀海鵬在近日2022年3月召開的高層管理人員經營會議上表示，龍光已經成立專項小組，其本人全力以赴帶領好公司，以最大的努力來化解債務問題，帶領企業回到良性經營發展軌道。